# Serie A 2021-2022 (calcio a 5 femminile)
La Serie A 2021-2022 è stata la 29ª edizione del campionato nazionale di calcio a 5 di primo livello e l'11ª assoluta della categoria. La stagione regolare è iniziata il 10 ottobre 2021 e per concludersi il 24 aprile 2022, prolungandosi fino al 12 giugno con la disputa dei play-off.

## Regolamento
Nonostante la Divisione Calcio a 5 avesse inizialmente fissato il numero di partecipanti a 14, le defezioni di Best Sport, Cagliari e Città di Capena hanno ridotto l'organico a sole 12 squadre, grazie al ripescaggio dell'Osilo, che cambia denominazione in Athena Sassari.
Al termine della stagione regolare le prime 8 della classifica parteciperanno alla fase play-off per l'assegnazione del titolo. Il numero di retrocessioni è fissato a 2, di cui una diretta e una tramite play-out, a cui parteciperanno la terzultima e la penultima classificata (a meno che il distacco fra esse non sia maggiore o uguale 8 punti).
Nelle gare ufficiali è fatto obbligo di inserire in distinta giocatrici che abbiano compiuto il 14º anno di età, di cui almeno sei di esse deve essere formato in Italia.
Il pallone ufficiale è Tiro League Sala, fornito da Adidas.

### Criteri in caso di arrivo a pari punti
In caso di parità di punteggio fra due o più squadre al termine di un campionato, si procede alla
compilazione:
- a) dei punti conseguiti negli incontri diretti;
- b) a parità di punti, della differenza tra le reti segnate e quelle subite negli stessi incontri;
- c) della differenza fra reti segnate e subite negli incontri diretti fra le squadre interessate;
- d) della differenza fra reti segnate e subite al termine della Stagione Regolare;
- e) del maggior numero di reti segnate al termine della Stagione Regolare;
- f) del minor numero di reti subite al termine della Stagione Regolare;
- g) del maggior numero di vittorie realizzate al termine della Stagione Regolare;
- h) del minor numero di sconfitte subite al termine della Stagione Regolare;
- i) del maggior numero di vittorie esterne al termine della Stagione Regolare;
- j) del minor numero di sconfitte interne al termine della Stagione Regolare;
- k) Del sorteggio.

## Avvenimenti
Le campionesse in carica del Montesilvano cambiano denominazione in Femminile Pescara Futsal.

## Squadre partecipanti
| Club                 | Città                      | Palazzetto | Stagione 2020-21                                                  |
| -------------------- | -------------------------- | ---------- | ----------------------------------------------------------------- |
| Athena Sassari       | Sassari (SS)               |            | 3º nel girone C di Serie A2, quarti di finale play-off, ripescato |
| Audace Verona        | San Giovanni Lupatoto (VR) |            | 1º nel girone A di Serie A2                                       |
| Bisceglie            | Bisceglie (BT)             |            | 6º in Serie A, quarti di finale play-off                          |
| Falconara            | Falconara Marittima (AN)   |            | 1º in Serie A, finale play-off                                    |
| Bitonto              | Bitonto (BA)               |            | 1º nel girone D di Serie A2                                       |
| Rovigo Orange        | Rovigo                     |            | 9º in Serie A, vincitrice play-out                                |
| Kick Off             | Gorgonzola (MI)            |            | 3º in Serie A, semifinale play-off                                |
| Lazio                | Roma                       |            | 5º in Serie A, quarti di finale play-off                          |
| Padova               | Padova                     |            | 2º nel girone A di Serie A2, vincitrice play-off                  |
| Pescara              | Montesilvano (PE)          |            | 2º in Serie A, Campione d'Italia                                  |
| Real Statte          | Montemesola (TA)           |            | 4º in Serie A, semifinale play-off                                |
| Tikitaka Francavilla | Chieti scalo (Chieti)      |            | 1º nel girone B di Serie A2                                       |

## Stagione regolare

### Classifica
|                               | Pos. | Squadra              | Pt | G  | V  | N | P  | GF  | GS  | DR  |
| ----------------------------- | ---- | -------------------- | -- | -- | -- | - | -- | --- | --- | --- |
| Vincitrice della Coppa Italia | 1.   | Falconara            | 55 | 22 | 17 | 4 | 1  | 107 | 29  | +78 |
|                               | 2.   | Pescara              | 45 | 22 | 13 | 6 | 3  | 81  | 44  | +37 |
|                               | 3.   | Lazio                | 45 | 22 | 13 | 6 | 3  | 79  | 54  | +25 |
|                               | 4.   | Bitonto              | 45 | 22 | 14 | 3 | 5  | 81  | 51  | +30 |
|                               | 5.   | Tikitaka Francavilla | 44 | 22 | 14 | 2 | 6  | 97  | 58  | +39 |
|                               | 6.   | Real Statte          | 39 | 22 | 12 | 3 | 7  | 84  | 54  | +30 |
|                               | 7.   | Rovigo Orange        | 33 | 22 | 10 | 3 | 9  | 74  | 63  | +11 |
|                               | 8.   | Bisceglie            | 24 | 22 | 7  | 3 | 12 | 57  | 73  | -16 |
|                               | 9.   | Kick Off             | 20 | 22 | 5  | 5 | 12 | 38  | 75  | -37 |
|                               | 10.  | Audace Verona        | 16 | 22 | 5  | 1 | 16 | 41  | 70  | -29 |
|                               | 11.  | Athena Sassari       | 6  | 22 | 2  | 0 | 20 | 31  | 115 | -84 |
|                               | 12.  | Padova               | 5  | 22 | 1  | 2 | 19 | 34  | 118 | -84 |

### Verdetti
- Falconara campione d'Italia 2021-2022.
- Padova e Athena Sassari retrocesse in Serie A2 2022-23.
- Bisceglie non iscritto al campionato di Serie A 2022-23. Padova non iscritto al campionato di Serie A2 2022-23.

### Calendario e risultati
*giocata presso la Sky Emilia Romagna Arena di Salsomaggiore Terme
| andata (1ª) | andata (1ª) | 1ª giornata                    | ritorno (12ª) | ritorno (12ª) |
|             |             |                                |               |               |
| 9 ott.      | 1-8         | Athena Sassari-Audace Verona   | 0-4           | 9 feb.        |
| 9 ott.      | 2-0         | Bisceglie-Kick Off             | 1-2           | 9 feb.        |
| 10 ott.     | 9-0         | Falconara-Padova               | 11-3          | 10 feb.       |
| 10 ott.     | 5-2         | Granzette-Tikitaka Francavilla | 3-6           | 23 feb.       |
| 10 ott.     | 3-3*        | Pescara-Bitonto                | 3-3           | 9 feb.        |
| 8 ott.      | 3-5         | Real Statte-Lazio              | 8-4           | 22 gen.       |

| andata (2ª) | andata (2ª) | 2ª giornata                    | ritorno (13ª) | ritorno (13ª) |
|             |             |                                |               |               |
| 31 ott.     | 0-2         | Audace Verona-Granzette        | 1-4           | 2 mar.        |
| 31 ott.     | 2-5         | Bitonto-Falconara              | 2-4           | 16 feb.       |
| 31 ott.     | 0-5         | Kick Off-Pescara               | 1-3           | 30 gen.       |
| 30 ott.     | 7-2         | Lazio-Athena Sassari           | 3-1           | 16 feb.       |
| 31 ott.     | 1-5         | Padova-Real Statte             | 1-8           | 29 gen.       |
| 31 ott.     | 4-6*        | Tikitaka Francavilla-Bisceglie | 5-1*          | 30 gen.       |

| andata (1ª) | andata (1ª) | 1ª giornata                    | ritorno (12ª) | ritorno (12ª) |
|             |             |                                |               |               |
| 9 ott.      | 1-8         | Athena Sassari-Audace Verona   | 0-4           | 9 feb.        |
| 9 ott.      | 2-0         | Bisceglie-Kick Off             | 1-2           | 9 feb.        |
| 10 ott.     | 9-0         | Falconara-Padova               | 11-3          | 10 feb.       |
| 10 ott.     | 5-2         | Granzette-Tikitaka Francavilla | 3-6           | 23 feb.       |
| 10 ott.     | 3-3*        | Pescara-Bitonto                | 3-3           | 9 feb.        |
| 8 ott.      | 3-5         | Real Statte-Lazio              | 8-4           | 22 gen.       |

| andata (2ª) | andata (2ª) | 2ª giornata                    | ritorno (13ª) | ritorno (13ª) |
|             |             |                                |               |               |
| 31 ott.     | 0-2         | Audace Verona-Granzette        | 1-4           | 2 mar.        |
| 31 ott.     | 2-5         | Bitonto-Falconara              | 2-4           | 16 feb.       |
| 31 ott.     | 0-5         | Kick Off-Pescara               | 1-3           | 30 gen.       |
| 30 ott.     | 7-2         | Lazio-Athena Sassari           | 3-1           | 16 feb.       |
| 31 ott.     | 1-5         | Padova-Real Statte             | 1-8           | 29 gen.       |
| 31 ott.     | 4-6*        | Tikitaka Francavilla-Bisceglie | 5-1*          | 30 gen.       |

| andata (3ª) | andata (3ª) | 3ª giornata                      | ritorno (14ª) | ritorno (14ª) |
|             |             |                                  |               |               |
| 5 nov.      | 3-2         | Athena Sassari-Bisceglie         | 1-6           | 25 feb.       |
| 7 nov.      | 3-2         | Falconara-Audace Verona          | 5-0           | 6 feb.        |
| 7 nov.      | 7-1         | Bitonto-Padova                   | 6-3           | 6 feb.        |
| 7 nov.      | 4-3*        | Granzette-Kick Off               | 2-2           | 9 mar.        |
| 5 nov.      | 4-1         | Pescara-Lazio                    | 1-1           | 5 feb.        |
| 6 nov.      | 5-8         | Real Statte-Tikitaka Francavilla | 2-3           | 6 feb.        |

| andata (4ª) | andata (4ª) | 4ª giornata                         | ritorno (15ª) | ritorno (15ª) |
|             |             |                                     |               |               |
| 14 nov.     | 1-2*        | Audace Verona-Real Statte           | 0-4           | 12 feb.       |
| 14 nov.     | 4-3         | Bisceglie-Granzette                 | 0-6           | 13 feb.       |
| 14 nov.     | 1-4         | Kick Off-Bitonto                    | 0-4           | 13 feb.       |
| 13 nov.     | 4-3         | Lazio-Falconara                     | 3-3           | 13 feb.       |
| 14 nov.     | 2-3         | Padova-Pescara                      | 2-5           | 13 feb.       |
| 14 nov.     | 11-0        | Tikitaka Francavilla-Athena Sassari | 3-1           | 2 mar.        |

| andata (3ª) | andata (3ª) | 3ª giornata                      | ritorno (14ª) | ritorno (14ª) |
|             |             |                                  |               |               |
| 5 nov.      | 3-2         | Athena Sassari-Bisceglie         | 1-6           | 25 feb.       |
| 7 nov.      | 3-2         | Falconara-Audace Verona          | 5-0           | 6 feb.        |
| 7 nov.      | 7-1         | Bitonto-Padova                   | 6-3           | 6 feb.        |
| 7 nov.      | 4-3*        | Granzette-Kick Off               | 2-2           | 9 mar.        |
| 5 nov.      | 4-1         | Pescara-Lazio                    | 1-1           | 5 feb.        |
| 6 nov.      | 5-8         | Real Statte-Tikitaka Francavilla | 2-3           | 6 feb.        |

| andata (4ª) | andata (4ª) | 4ª giornata                         | ritorno (15ª) | ritorno (15ª) |
|             |             |                                     |               |               |
| 14 nov.     | 1-2*        | Audace Verona-Real Statte           | 0-4           | 12 feb.       |
| 14 nov.     | 4-3         | Bisceglie-Granzette                 | 0-6           | 13 feb.       |
| 14 nov.     | 1-4         | Kick Off-Bitonto                    | 0-4           | 13 feb.       |
| 13 nov.     | 4-3         | Lazio-Falconara                     | 3-3           | 13 feb.       |
| 14 nov.     | 2-3         | Padova-Pescara                      | 2-5           | 13 feb.       |
| 14 nov.     | 11-0        | Tikitaka Francavilla-Athena Sassari | 3-1           | 2 mar.        |

| andata (5ª) | andata (5ª) | 5ª giornata                  | ritorno (16ª) | ritorno (16ª) |
|             |             |                              |               |               |
| 21 nov.     | 2-8         | Athena Sassari-Kick Off      | 1-2*          | 20 feb.       |
| 21 nov.     | 5-1         | Falconara-Bisceglie          | 2-0           | 20 feb.       |
| 21 nov.     | 5-1         | Bitonto-Audace Verona        | 2-1           | 20 feb.       |
| 21 nov.     | 0-5         | Padova-Lazio                 | 1-4           | 19 feb.       |
| 21 nov.     | 4-6         | Pescara-Tikitaka Francavilla | 3-2           | 20 feb.       |
| 20 nov.     | 4-6         | Real Statte-Granzette        | 4-1           | 19 feb.       |

| andata (6ª) | andata (6ª) | 6ª giornata                    | ritorno (17ª) | ritorno (17ª) |
|             |             |                                |               |               |
| 28 nov.     | 1-6         | Audace Verona-Pescara          | 1-2           | 27 feb.       |
| 28 nov.     | 2-2         | Bisceglie-Real Statte          | 1-4           | 1º mar.       |
| 28 nov.     | 6-0*        | Granzette-Athena Sassari       | 3-0*          | 27 feb.       |
| 28 nov.     | 3-3         | Kick Off-Padova                | 4-1           | 27 feb.       |
| 27 nov.     | 3-1         | Lazio-Bitonto                  | 3-3           | 27 feb.       |
| 28 nov.     | 1-1         | Tikitaka Francavilla-Falconara | 0-8           | 27 feb.       |

| andata (5ª) | andata (5ª) | 5ª giornata                  | ritorno (16ª) | ritorno (16ª) |
|             |             |                              |               |               |
| 21 nov.     | 2-8         | Athena Sassari-Kick Off      | 1-2*          | 20 feb.       |
| 21 nov.     | 5-1         | Falconara-Bisceglie          | 2-0           | 20 feb.       |
| 21 nov.     | 5-1         | Bitonto-Audace Verona        | 2-1           | 20 feb.       |
| 21 nov.     | 0-5         | Padova-Lazio                 | 1-4           | 19 feb.       |
| 21 nov.     | 4-6         | Pescara-Tikitaka Francavilla | 3-2           | 20 feb.       |
| 20 nov.     | 4-6         | Real Statte-Granzette        | 4-1           | 19 feb.       |

| andata (6ª) | andata (6ª) | 6ª giornata                    | ritorno (17ª) | ritorno (17ª) |
|             |             |                                |               |               |
| 28 nov.     | 1-6         | Audace Verona-Pescara          | 1-2           | 27 feb.       |
| 28 nov.     | 2-2         | Bisceglie-Real Statte          | 1-4           | 1º mar.       |
| 28 nov.     | 6-0*        | Granzette-Athena Sassari       | 3-0*          | 27 feb.       |
| 28 nov.     | 3-3         | Kick Off-Padova                | 4-1           | 27 feb.       |
| 27 nov.     | 3-1         | Lazio-Bitonto                  | 3-3           | 27 feb.       |
| 28 nov.     | 1-1         | Tikitaka Francavilla-Falconara | 0-8           | 27 feb.       |

| andata (7ª) | andata (7ª) | 7ª giornata                 | ritorno (18ª) | ritorno (18ª) |
|             |             |                             |               |               |
| 5 dic.      | 7-2         | Falconara-Athena Sassari    | 3-0           | 6 mar.        |
| 5 dic.      | 7-3         | Bitonto-Bisceglie           | 4-2           | 4 mar.        |
| 4 dic.      | 4-2         | Lazio-Audace Verona         | 4-2           | 5 mar.        |
| 4 dic.      | 0-5         | Padova-Tikitaka Francavilla | 1-9           | 6 mar.        |
| 14 dic.     | 3-3         | Pescara-Granzette           | 5-2           | 6 mar.        |
| 5 dic.      | 2-2*        | Real Statte-Kick Off        | 6-0*          | 5 mar.        |

| andata (8ª) | andata (8ª) | 8ª giornata                  | ritorno (19ª) | ritorno (19ª) |
|             |             |                              |               |               |
| 10 dic.     | 2-6         | Athena Sassari-Real Statte   | 1-8           | 13 mar.       |
| 12 dic.     | 2-0*        | Audace Verona-Padova         | 3-1*          | 13 mar.       |
| 12 dic.     | 1-3         | Bisceglie-Pescara            | 3-3           | 11 mar.       |
| 11 dic.     | 0-6         | Granzette-Falconara          | 2-6           | 13 mar.       |
| 12 dic.     | 2-2         | Kick Off-Lazio               | 1-6           | 12 mar.       |
| 12 dic.     | 2-4         | Tikitaka Francavilla-Bitonto | 5-1           | 13 mar.       |

| andata (7ª) | andata (7ª) | 7ª giornata                 | ritorno (18ª) | ritorno (18ª) |
|             |             |                             |               |               |
| 5 dic.      | 7-2         | Falconara-Athena Sassari    | 3-0           | 6 mar.        |
| 5 dic.      | 7-3         | Bitonto-Bisceglie           | 4-2           | 4 mar.        |
| 4 dic.      | 4-2         | Lazio-Audace Verona         | 4-2           | 5 mar.        |
| 4 dic.      | 0-5         | Padova-Tikitaka Francavilla | 1-9           | 6 mar.        |
| 14 dic.     | 3-3         | Pescara-Granzette           | 5-2           | 6 mar.        |
| 5 dic.      | 2-2*        | Real Statte-Kick Off        | 6-0*          | 5 mar.        |

| andata (8ª) | andata (8ª) | 8ª giornata                  | ritorno (19ª) | ritorno (19ª) |
|             |             |                              |               |               |
| 10 dic.     | 2-6         | Athena Sassari-Real Statte   | 1-8           | 13 mar.       |
| 12 dic.     | 2-0*        | Audace Verona-Padova         | 3-1*          | 13 mar.       |
| 12 dic.     | 1-3         | Bisceglie-Pescara            | 3-3           | 11 mar.       |
| 11 dic.     | 0-6         | Granzette-Falconara          | 2-6           | 13 mar.       |
| 12 dic.     | 2-2         | Kick Off-Lazio               | 1-6           | 12 mar.       |
| 12 dic.     | 2-4         | Tikitaka Francavilla-Bitonto | 5-1           | 13 mar.       |

| andata (9ª) | andata (9ª) | 9ª giornata                | ritorno (20ª) | ritorno (20ª) |
|             |             |                            |               |               |
| 19 dic.     | 2-2         | Audace Verona-Kick Off     | 1-2           | 20 mar.       |
| 19 dic.     | 3-1         | Falconara-Real Statte      | 1-1           | 19 mar.       |
| 19 dic.     | 4-1         | Bitonto-Granzette          | 4-3           | 20 mar.       |
| 18 dic.     | 2-2         | Lazio-Tikitaka Francavilla | 4-0*          | 19 mar.       |
| 18 dic.     | 3-5         | Padova-Bisceglie           | 2-3           | 19 mar.       |
| 19 dic.     | 7-1         | Pescara-Athena Sassari     | 5-0           | 20 mar.       |

| andata (10ª) | andata (10ª) | 10ª giornata                  | ritorno (21ª) | ritorno (21ª) |
|              |              |                               |               |               |
| 9 gen.       | 10-2         | Athena Sassari-Padova         | 1-3           | 3 apr.        |
| 9 gen.       | 2-3          | Bisceglie-Audace Verona       | 5-2           | 3 apr.        |
| 8 gen.       | 4-4*         | Falconara-Pescara             | 3-1*          | 3 apr.        |
| 25 gen.      | 6-0          | Granzette-Lazio               | 2-5           | 3 apr.        |
| 8 gen.       | 5-1          | Real Statte-Bitonto           | 0-3           | 3 apr.        |
| 9 gen.       | 4-1          | Tikitaka Francavilla-Kick Off | 5-2           | 3 apr.        |

| andata (9ª) | andata (9ª) | 9ª giornata                | ritorno (20ª) | ritorno (20ª) |
|             |             |                            |               |               |
| 19 dic.     | 2-2         | Audace Verona-Kick Off     | 1-2           | 20 mar.       |
| 19 dic.     | 3-1         | Falconara-Real Statte      | 1-1           | 19 mar.       |
| 19 dic.     | 4-1         | Bitonto-Granzette          | 4-3           | 20 mar.       |
| 18 dic.     | 2-2         | Lazio-Tikitaka Francavilla | 4-0*          | 19 mar.       |
| 18 dic.     | 3-5         | Padova-Bisceglie           | 2-3           | 19 mar.       |
| 19 dic.     | 7-1         | Pescara-Athena Sassari     | 5-0           | 20 mar.       |

| andata (10ª) | andata (10ª) | 10ª giornata                  | ritorno (21ª) | ritorno (21ª) |
|              |              |                               |               |               |
| 9 gen.       | 10-2         | Athena Sassari-Padova         | 1-3           | 3 apr.        |
| 9 gen.       | 2-3          | Bisceglie-Audace Verona       | 5-2           | 3 apr.        |
| 8 gen.       | 4-4*         | Falconara-Pescara             | 3-1*          | 3 apr.        |
| 25 gen.      | 6-0          | Granzette-Lazio               | 2-5           | 3 apr.        |
| 8 gen.       | 5-1          | Real Statte-Bitonto           | 0-3           | 3 apr.        |
| 9 gen.       | 4-1          | Tikitaka Francavilla-Kick Off | 5-2           | 3 apr.        |

| \| andata (11ª) \| andata (11ª) \| 11ª giornata \| ritorno (22ª) \| ritorno (22ª) \| \| \| \| \| \| \| \| 2 feb. \| 3-11 \| Audace Verona-Tikitaka Francavilla \| 1-3 \| 24 apr. \| \| 16 gen. \| 9-2 \| Bitonto-Athena Sassari \| 2-0 \| 24 apr. \| \| 2 feb. \| 0-9 \| Kick Off-Falconara \| 0-6 \| 24 apr. \| \| 2 feb. \| 6-6 \| Lazio-Bisceglie \| 3-1 \| 24 apr. \| \| 16 gen. \| 1-7 \| Padova-Granzette \| 3-3 \| 24 apr. \| \| 2 feb. \| 6-1 \| Pescara-Real Statte \| 2-3 \| 24 apr. \| |              |                                    |               |               |
| andata (11ª) | andata (11ª) | 11ª giornata                       | ritorno (22ª) | ritorno (22ª) |
| |              |                                    |               |               |
| 2 feb. | 3-11         | Audace Verona-Tikitaka Francavilla | 1-3           | 24 apr.       |
| 16 gen. | 9-2          | Bitonto-Athena Sassari             | 2-0           | 24 apr.       |
| 2 feb. | 0-9          | Kick Off-Falconara                 | 0-6           | 24 apr.       |
| 2 feb. | 6-6          | Lazio-Bisceglie                    | 3-1           | 24 apr.       |
| 16 gen. | 1-7          | Padova-Granzette                   | 3-3           | 24 apr.       |
| 2 feb. | 6-1          | Pescara-Real Statte                | 2-3           | 24 apr.       |

| andata (11ª) | andata (11ª) | 11ª giornata                       | ritorno (22ª) | ritorno (22ª) |
|              |              |                                    |               |               |
| 2 feb.       | 3-11         | Audace Verona-Tikitaka Francavilla | 1-3           | 24 apr.       |
| 16 gen.      | 9-2          | Bitonto-Athena Sassari             | 2-0           | 24 apr.       |
| 2 feb.       | 0-9          | Kick Off-Falconara                 | 0-6           | 24 apr.       |
| 2 feb.       | 6-6          | Lazio-Bisceglie                    | 3-1           | 24 apr.       |
| 16 gen.      | 1-7          | Padova-Granzette                   | 3-3           | 24 apr.       |
| 2 feb.       | 6-1          | Pescara-Real Statte                | 2-3           | 24 apr.       |

| andata (1ª) | andata (1ª) | 1ª giornata                    | ritorno (12ª) | ritorno (12ª) |
|             |             |                                |               |               |
| 9 ott.      | 1-8         | Athena Sassari-Audace Verona   | 0-4           | 9 feb.        |
| 9 ott.      | 2-0         | Bisceglie-Kick Off             | 1-2           | 9 feb.        |
| 10 ott.     | 9-0         | Falconara-Padova               | 11-3          | 10 feb.       |
| 10 ott.     | 5-2         | Granzette-Tikitaka Francavilla | 3-6           | 23 feb.       |
| 10 ott.     | 3-3*        | Pescara-Bitonto                | 3-3           | 9 feb.        |
| 8 ott.      | 3-5         | Real Statte-Lazio              | 8-4           | 22 gen.       |

| andata (2ª) | andata (2ª) | 2ª giornata                    | ritorno (13ª) | ritorno (13ª) |
|             |             |                                |               |               |
| 31 ott.     | 0-2         | Audace Verona-Granzette        | 1-4           | 2 mar.        |
| 31 ott.     | 2-5         | Bitonto-Falconara              | 2-4           | 16 feb.       |
| 31 ott.     | 0-5         | Kick Off-Pescara               | 1-3           | 30 gen.       |
| 30 ott.     | 7-2         | Lazio-Athena Sassari           | 3-1           | 16 feb.       |
| 31 ott.     | 1-5         | Padova-Real Statte             | 1-8           | 29 gen.       |
| 31 ott.     | 4-6*        | Tikitaka Francavilla-Bisceglie | 5-1*          | 30 gen.       |

| andata (1ª) | andata (1ª) | 1ª giornata                    | ritorno (12ª) | ritorno (12ª) |
|             |             |                                |               |               |
| 9 ott.      | 1-8         | Athena Sassari-Audace Verona   | 0-4           | 9 feb.        |
| 9 ott.      | 2-0         | Bisceglie-Kick Off             | 1-2           | 9 feb.        |
| 10 ott.     | 9-0         | Falconara-Padova               | 11-3          | 10 feb.       |
| 10 ott.     | 5-2         | Granzette-Tikitaka Francavilla | 3-6           | 23 feb.       |
| 10 ott.     | 3-3*        | Pescara-Bitonto                | 3-3           | 9 feb.        |
| 8 ott.      | 3-5         | Real Statte-Lazio              | 8-4           | 22 gen.       |

| andata (2ª) | andata (2ª) | 2ª giornata                    | ritorno (13ª) | ritorno (13ª) |
|             |             |                                |               |               |
| 31 ott.     | 0-2         | Audace Verona-Granzette        | 1-4           | 2 mar.        |
| 31 ott.     | 2-5         | Bitonto-Falconara              | 2-4           | 16 feb.       |
| 31 ott.     | 0-5         | Kick Off-Pescara               | 1-3           | 30 gen.       |
| 30 ott.     | 7-2         | Lazio-Athena Sassari           | 3-1           | 16 feb.       |
| 31 ott.     | 1-5         | Padova-Real Statte             | 1-8           | 29 gen.       |
| 31 ott.     | 4-6*        | Tikitaka Francavilla-Bisceglie | 5-1*          | 30 gen.       |

| andata (3ª) | andata (3ª) | 3ª giornata                      | ritorno (14ª) | ritorno (14ª) |
|             |             |                                  |               |               |
| 5 nov.      | 3-2         | Athena Sassari-Bisceglie         | 1-6           | 25 feb.       |
| 7 nov.      | 3-2         | Falconara-Audace Verona          | 5-0           | 6 feb.        |
| 7 nov.      | 7-1         | Bitonto-Padova                   | 6-3           | 6 feb.        |
| 7 nov.      | 4-3*        | Granzette-Kick Off               | 2-2           | 9 mar.        |
| 5 nov.      | 4-1         | Pescara-Lazio                    | 1-1           | 5 feb.        |
| 6 nov.      | 5-8         | Real Statte-Tikitaka Francavilla | 2-3           | 6 feb.        |

| andata (4ª) | andata (4ª) | 4ª giornata                         | ritorno (15ª) | ritorno (15ª) |
|             |             |                                     |               |               |
| 14 nov.     | 1-2*        | Audace Verona-Real Statte           | 0-4           | 12 feb.       |
| 14 nov.     | 4-3         | Bisceglie-Granzette                 | 0-6           | 13 feb.       |
| 14 nov.     | 1-4         | Kick Off-Bitonto                    | 0-4           | 13 feb.       |
| 13 nov.     | 4-3         | Lazio-Falconara                     | 3-3           | 13 feb.       |
| 14 nov.     | 2-3         | Padova-Pescara                      | 2-5           | 13 feb.       |
| 14 nov.     | 11-0        | Tikitaka Francavilla-Athena Sassari | 3-1           | 2 mar.        |

| andata (3ª) | andata (3ª) | 3ª giornata                      | ritorno (14ª) | ritorno (14ª) |
|             |             |                                  |               |               |
| 5 nov.      | 3-2         | Athena Sassari-Bisceglie         | 1-6           | 25 feb.       |
| 7 nov.      | 3-2         | Falconara-Audace Verona          | 5-0           | 6 feb.        |
| 7 nov.      | 7-1         | Bitonto-Padova                   | 6-3           | 6 feb.        |
| 7 nov.      | 4-3*        | Granzette-Kick Off               | 2-2           | 9 mar.        |
| 5 nov.      | 4-1         | Pescara-Lazio                    | 1-1           | 5 feb.        |
| 6 nov.      | 5-8         | Real Statte-Tikitaka Francavilla | 2-3           | 6 feb.        |

| andata (4ª) | andata (4ª) | 4ª giornata                         | ritorno (15ª) | ritorno (15ª) |
|             |             |                                     |               |               |
| 14 nov.     | 1-2*        | Audace Verona-Real Statte           | 0-4           | 12 feb.       |
| 14 nov.     | 4-3         | Bisceglie-Granzette                 | 0-6           | 13 feb.       |
| 14 nov.     | 1-4         | Kick Off-Bitonto                    | 0-4           | 13 feb.       |
| 13 nov.     | 4-3         | Lazio-Falconara                     | 3-3           | 13 feb.       |
| 14 nov.     | 2-3         | Padova-Pescara                      | 2-5           | 13 feb.       |
| 14 nov.     | 11-0        | Tikitaka Francavilla-Athena Sassari | 3-1           | 2 mar.        |

| andata (5ª) | andata (5ª) | 5ª giornata                  | ritorno (16ª) | ritorno (16ª) |
|             |             |                              |               |               |
| 21 nov.     | 2-8         | Athena Sassari-Kick Off      | 1-2*          | 20 feb.       |
| 21 nov.     | 5-1         | Falconara-Bisceglie          | 2-0           | 20 feb.       |
| 21 nov.     | 5-1         | Bitonto-Audace Verona        | 2-1           | 20 feb.       |
| 21 nov.     | 0-5         | Padova-Lazio                 | 1-4           | 19 feb.       |
| 21 nov.     | 4-6         | Pescara-Tikitaka Francavilla | 3-2           | 20 feb.       |
| 20 nov.     | 4-6         | Real Statte-Granzette        | 4-1           | 19 feb.       |

| andata (6ª) | andata (6ª) | 6ª giornata                    | ritorno (17ª) | ritorno (17ª) |
|             |             |                                |               |               |
| 28 nov.     | 1-6         | Audace Verona-Pescara          | 1-2           | 27 feb.       |
| 28 nov.     | 2-2         | Bisceglie-Real Statte          | 1-4           | 1º mar.       |
| 28 nov.     | 6-0*        | Granzette-Athena Sassari       | 3-0*          | 27 feb.       |
| 28 nov.     | 3-3         | Kick Off-Padova                | 4-1           | 27 feb.       |
| 27 nov.     | 3-1         | Lazio-Bitonto                  | 3-3           | 27 feb.       |
| 28 nov.     | 1-1         | Tikitaka Francavilla-Falconara | 0-8           | 27 feb.       |

| andata (5ª) | andata (5ª) | 5ª giornata                  | ritorno (16ª) | ritorno (16ª) |
|             |             |                              |               |               |
| 21 nov.     | 2-8         | Athena Sassari-Kick Off      | 1-2*          | 20 feb.       |
| 21 nov.     | 5-1         | Falconara-Bisceglie          | 2-0           | 20 feb.       |
| 21 nov.     | 5-1         | Bitonto-Audace Verona        | 2-1           | 20 feb.       |
| 21 nov.     | 0-5         | Padova-Lazio                 | 1-4           | 19 feb.       |
| 21 nov.     | 4-6         | Pescara-Tikitaka Francavilla | 3-2           | 20 feb.       |
| 20 nov.     | 4-6         | Real Statte-Granzette        | 4-1           | 19 feb.       |

| andata (6ª) | andata (6ª) | 6ª giornata                    | ritorno (17ª) | ritorno (17ª) |
|             |             |                                |               |               |
| 28 nov.     | 1-6         | Audace Verona-Pescara          | 1-2           | 27 feb.       |
| 28 nov.     | 2-2         | Bisceglie-Real Statte          | 1-4           | 1º mar.       |
| 28 nov.     | 6-0*        | Granzette-Athena Sassari       | 3-0*          | 27 feb.       |
| 28 nov.     | 3-3         | Kick Off-Padova                | 4-1           | 27 feb.       |
| 27 nov.     | 3-1         | Lazio-Bitonto                  | 3-3           | 27 feb.       |
| 28 nov.     | 1-1         | Tikitaka Francavilla-Falconara | 0-8           | 27 feb.       |

| andata (7ª) | andata (7ª) | 7ª giornata                 | ritorno (18ª) | ritorno (18ª) |
|             |             |                             |               |               |
| 5 dic.      | 7-2         | Falconara-Athena Sassari    | 3-0           | 6 mar.        |
| 5 dic.      | 7-3         | Bitonto-Bisceglie           | 4-2           | 4 mar.        |
| 4 dic.      | 4-2         | Lazio-Audace Verona         | 4-2           | 5 mar.        |
| 4 dic.      | 0-5         | Padova-Tikitaka Francavilla | 1-9           | 6 mar.        |
| 14 dic.     | 3-3         | Pescara-Granzette           | 5-2           | 6 mar.        |
| 5 dic.      | 2-2*        | Real Statte-Kick Off        | 6-0*          | 5 mar.        |

| andata (8ª) | andata (8ª) | 8ª giornata                  | ritorno (19ª) | ritorno (19ª) |
|             |             |                              |               |               |
| 10 dic.     | 2-6         | Athena Sassari-Real Statte   | 1-8           | 13 mar.       |
| 12 dic.     | 2-0*        | Audace Verona-Padova         | 3-1*          | 13 mar.       |
| 12 dic.     | 1-3         | Bisceglie-Pescara            | 3-3           | 11 mar.       |
| 11 dic.     | 0-6         | Granzette-Falconara          | 2-6           | 13 mar.       |
| 12 dic.     | 2-2         | Kick Off-Lazio               | 1-6           | 12 mar.       |
| 12 dic.     | 2-4         | Tikitaka Francavilla-Bitonto | 5-1           | 13 mar.       |

| andata (7ª) | andata (7ª) | 7ª giornata                 | ritorno (18ª) | ritorno (18ª) |
|             |             |                             |               |               |
| 5 dic.      | 7-2         | Falconara-Athena Sassari    | 3-0           | 6 mar.        |
| 5 dic.      | 7-3         | Bitonto-Bisceglie           | 4-2           | 4 mar.        |
| 4 dic.      | 4-2         | Lazio-Audace Verona         | 4-2           | 5 mar.        |
| 4 dic.      | 0-5         | Padova-Tikitaka Francavilla | 1-9           | 6 mar.        |
| 14 dic.     | 3-3         | Pescara-Granzette           | 5-2           | 6 mar.        |
| 5 dic.      | 2-2*        | Real Statte-Kick Off        | 6-0*          | 5 mar.        |

| andata (8ª) | andata (8ª) | 8ª giornata                  | ritorno (19ª) | ritorno (19ª) |
|             |             |                              |               |               |
| 10 dic.     | 2-6         | Athena Sassari-Real Statte   | 1-8           | 13 mar.       |
| 12 dic.     | 2-0*        | Audace Verona-Padova         | 3-1*          | 13 mar.       |
| 12 dic.     | 1-3         | Bisceglie-Pescara            | 3-3           | 11 mar.       |
| 11 dic.     | 0-6         | Granzette-Falconara          | 2-6           | 13 mar.       |
| 12 dic.     | 2-2         | Kick Off-Lazio               | 1-6           | 12 mar.       |
| 12 dic.     | 2-4         | Tikitaka Francavilla-Bitonto | 5-1           | 13 mar.       |

| andata (9ª) | andata (9ª) | 9ª giornata                | ritorno (20ª) | ritorno (20ª) |
|             |             |                            |               |               |
| 19 dic.     | 2-2         | Audace Verona-Kick Off     | 1-2           | 20 mar.       |
| 19 dic.     | 3-1         | Falconara-Real Statte      | 1-1           | 19 mar.       |
| 19 dic.     | 4-1         | Bitonto-Granzette          | 4-3           | 20 mar.       |
| 18 dic.     | 2-2         | Lazio-Tikitaka Francavilla | 4-0*          | 19 mar.       |
| 18 dic.     | 3-5         | Padova-Bisceglie           | 2-3           | 19 mar.       |
| 19 dic.     | 7-1         | Pescara-Athena Sassari     | 5-0           | 20 mar.       |

| andata (10ª) | andata (10ª) | 10ª giornata                  | ritorno (21ª) | ritorno (21ª) |
|              |              |                               |               |               |
| 9 gen.       | 10-2         | Athena Sassari-Padova         | 1-3           | 3 apr.        |
| 9 gen.       | 2-3          | Bisceglie-Audace Verona       | 5-2           | 3 apr.        |
| 8 gen.       | 4-4*         | Falconara-Pescara             | 3-1*          | 3 apr.        |
| 25 gen.      | 6-0          | Granzette-Lazio               | 2-5           | 3 apr.        |
| 8 gen.       | 5-1          | Real Statte-Bitonto           | 0-3           | 3 apr.        |
| 9 gen.       | 4-1          | Tikitaka Francavilla-Kick Off | 5-2           | 3 apr.        |

| andata (9ª) | andata (9ª) | 9ª giornata                | ritorno (20ª) | ritorno (20ª) |
|             |             |                            |               |               |
| 19 dic.     | 2-2         | Audace Verona-Kick Off     | 1-2           | 20 mar.       |
| 19 dic.     | 3-1         | Falconara-Real Statte      | 1-1           | 19 mar.       |
| 19 dic.     | 4-1         | Bitonto-Granzette          | 4-3           | 20 mar.       |
| 18 dic.     | 2-2         | Lazio-Tikitaka Francavilla | 4-0*          | 19 mar.       |
| 18 dic.     | 3-5         | Padova-Bisceglie           | 2-3           | 19 mar.       |
| 19 dic.     | 7-1         | Pescara-Athena Sassari     | 5-0           | 20 mar.       |

| andata (10ª) | andata (10ª) | 10ª giornata                  | ritorno (21ª) | ritorno (21ª) |
|              |              |                               |               |               |
| 9 gen.       | 10-2         | Athena Sassari-Padova         | 1-3           | 3 apr.        |
| 9 gen.       | 2-3          | Bisceglie-Audace Verona       | 5-2           | 3 apr.        |
| 8 gen.       | 4-4*         | Falconara-Pescara             | 3-1*          | 3 apr.        |
| 25 gen.      | 6-0          | Granzette-Lazio               | 2-5           | 3 apr.        |
| 8 gen.       | 5-1          | Real Statte-Bitonto           | 0-3           | 3 apr.        |
| 9 gen.       | 4-1          | Tikitaka Francavilla-Kick Off | 5-2           | 3 apr.        |

| \| andata (11ª) \| andata (11ª) \| 11ª giornata \| ritorno (22ª) \| ritorno (22ª) \| \| \| \| \| \| \| \| 2 feb. \| 3-11 \| Audace Verona-Tikitaka Francavilla \| 1-3 \| 24 apr. \| \| 16 gen. \| 9-2 \| Bitonto-Athena Sassari \| 2-0 \| 24 apr. \| \| 2 feb. \| 0-9 \| Kick Off-Falconara \| 0-6 \| 24 apr. \| \| 2 feb. \| 6-6 \| Lazio-Bisceglie \| 3-1 \| 24 apr. \| \| 16 gen. \| 1-7 \| Padova-Granzette \| 3-3 \| 24 apr. \| \| 2 feb. \| 6-1 \| Pescara-Real Statte \| 2-3 \| 24 apr. \| |              |                                    |               |               |
| andata (11ª) | andata (11ª) | 11ª giornata                       | ritorno (22ª) | ritorno (22ª) |
| |              |                                    |               |               |
| 2 feb. | 3-11         | Audace Verona-Tikitaka Francavilla | 1-3           | 24 apr.       |
| 16 gen. | 9-2          | Bitonto-Athena Sassari             | 2-0           | 24 apr.       |
| 2 feb. | 0-9          | Kick Off-Falconara                 | 0-6           | 24 apr.       |
| 2 feb. | 6-6          | Lazio-Bisceglie                    | 3-1           | 24 apr.       |
| 16 gen. | 1-7          | Padova-Granzette                   | 3-3           | 24 apr.       |
| 2 feb. | 6-1          | Pescara-Real Statte                | 2-3           | 24 apr.       |

| andata (11ª) | andata (11ª) | 11ª giornata                       | ritorno (22ª) | ritorno (22ª) |
|              |              |                                    |               |               |
| 2 feb.       | 3-11         | Audace Verona-Tikitaka Francavilla | 1-3           | 24 apr.       |
| 16 gen.      | 9-2          | Bitonto-Athena Sassari             | 2-0           | 24 apr.       |
| 2 feb.       | 0-9          | Kick Off-Falconara                 | 0-6           | 24 apr.       |
| 2 feb.       | 6-6          | Lazio-Bisceglie                    | 3-1           | 24 apr.       |
| 16 gen.      | 1-7          | Padova-Granzette                   | 3-3           | 24 apr.       |
| 2 feb.       | 6-1          | Pescara-Real Statte                | 2-3           | 24 apr.       |

### Statistiche

#### Capoliste solitarie
|    | —— | —— | —— | —— | —— | —— | —— | ——        | ——        | ——        | ——        | ——  | ——        | ——        | ——        | ——        | ——        | ——        | ——        | ——        | ——        | —— |  |
|    |    |    | PE |    |    | LA |    | Falconara | Falconara | Falconara | Falconara | PE  | Falconara | Falconara | Falconara | Falconara | Falconara | Falconara | Falconara | Falconara | Falconara |    |  |
|    |    |    |    |    |    |    |    |           |           |           |           |     |           |           |           |           |           |           |           |           |           |    |  |
|    |    |    |    |    |    |    |    |           |           |           |           |     |           |           |           |           |           |           |           |           |           |    |  |
| 1ª | 2ª | 3ª | 4ª | 5ª | 6ª | 7ª | 8ª | 9ª        | 10ª       | 11ª       | 12ª       | 13ª | 14ª       | 15ª       | 16ª       | 17ª       | 18ª       | 19ª       | 20ª       | 21ª       | 22ª       |    |  |

#### Classifica marcatori
| Gol |  |  | Giocatore            | Squadra              |
| --- |  |  | -------------------- | -------------------- |
| 37  |  |  | Renatinha            | Real Statte          |
| 30  |  |  | Marta Penalver Ramon | Falconara            |
| 29  |  |  | Debora Vanin         | Tikitaka Francavilla |
| 26  |  |  | Luciléia             | Bitonto              |
| 23  |  |  | Alessia Grieco       | Lazio                |
| 18  |  |  | Janice Silva         | Falconara            |
| 17  |  |  | Sara Boutimah        | Pescara              |
| 17  |  |  | Rafaela Dal'Maz      | Falconara            |
| 17  |  |  | Aline Elpidio        | Bisceglie            |
| 16  |  |  | Jessica Marques      | Athena Sassari       |
| 16  |  |  | Roberta Giuliano     | Bisceglie            |
| 16  |  |  | Carolina Cenedese    | Bitonto              |
| 15  |  |  | Jessica Troiano      | Rovigo Orange        |
| 14  |  |  | Federica Belli       | Pescara              |
| 14  |  |  | Eva Maria Ortega     | Pescara              |

| Gol |  |  | Giocatore                | Squadra              |
| --- |  |  | ------------------------ | -------------------- |
| 13  |  |  | Taina Dos Santos         | Bitonto              |
| 13  |  |  | Dayane Rocha             | Rovigo Orange        |
| 13  |  |  | Tampa                    | Tikitaka Francavilla |
| 13  |  |  | Brenda de Souza Bettioli | Tikitaka Francavilla |
| 13  |  |  | Bruna Marcon             | Lazio                |
| 12  |  |  | Cintia Pereira           | Rovigo Orange        |
| 12  |  |  | Amparo López Jiménez     | Pescara              |
| 12  |  |  | Nicoletta Mansueto       | Real Statte          |
| 12  |  |  | Fifó                     | Falconara            |
| 11  |  |  | Thalita Ziero            | Kick Off             |
| 11  |  |  | Katia Coppola            | Audace Verona        |
| 11  |  |  | Diana Santos             | Bitonto              |
| 10  |  |  | Sara Iturriaga           | Rovigo Orange        |
| 10  |  |  | Arianna Pomposelli       | Audace Verona        |
| 10  |  |  | Adrieli Bertè            | Tikitaka Francavilla |
| 10  |  |  | Valentina Siclari        | Lazio                |
| 10  |  |  | Nathalia Rozo            | Pescara              |
| 10  |  |  | Giorgia Verzulli         | Tikitaka Francavilla |

#### Record
- Maggior numero di vittorie: Falconara (17)
- Minor numero di vittorie: Padova (1)
- Maggior numero di pareggi: Lazio, Pescara (6)
- Minor numero di pareggi: Athena Sassari (0)
- Maggior numero di sconfitte: Athena Sassari (20)
- Minor numero di sconfitte: Falconara (1)
- Miglior attacco: Falconara (107)
- Peggior attacco: Athena Sassari (31)
- Miglior difesa: Falconara (29)
- Peggior difesa: Padova (118)
- Miglior differenza reti: Falconara (+78)
- Peggior differenza reti: Padova, Athena Sassari (-84)
- Miglior serie positiva: Falconara (5ª-11ª, 14ª, 12ª, 15ª, 13ª, 16ª-22ª) (18)
- Maggior numero di vittorie consecutive: Falconara (13ª, 16ª-19ª), Real Statte (15ª-19ª), Lazio (18ª-22ª) (5)
- Maggior numero di sconfitte consecutive: Padova (7ª-11ª, 13ª-14ª, 12ª, 15ª-20ª) (14)
- Partita con maggiore scarto di gol: Tikitaka Francavilla-Athena Sassari 11-0 (4ª) (11)
- Partita con più reti: Audace Verona-Tikitaka Francavilla 3-11 (11ª), Padova-Falconara 3-11 (12ª) (14)
- Maggior numero di reti in una giornata: 11ª (61)
- Minor numero di reti in una giornata: 16ª (23)

## Play-off

### Regolamento
Per assegnare il titolo di campione d'Italia verranno disputati i play-off, a cui partecipano le prime 8 classificate della regular season.
Gli incontri dei quarti di finale si svolgeranno con formula di andata e ritorno, con l'andata giocata in casa delle squadre peggio classificate. Al termine delle due gare passerà il turno la squadra che avrà segnato più gol in totale: in caso di parità verranno giocati due tempi supplementari di 5', al termine dei quali, in caso di ulteriore parità, passerà il turno la squadra meglio classificata.
Gli incontri di semifinale saranno giocati al meglio delle tre gare, con la prima giocata in casa della peggio classificata e la seconda e la eventuale terza in casa della meglio classificata. Al termine degli incontri passerà il turno la squadra che avrà conseguito il miglior punteggio. In caso di parità di punti si giocherà una terza gara, al termine della quale, in caso di parità verranno giocati due tempi supplementari di 5', al termine dei quali, in caso di ulteriore parità, passerà il turno la squadra meglio classificata.
Gli incontri di finale si disputeranno al meglio delle tre gare, con la prima giocata in casa della peggio classificata e la seconda e la eventuale terza in casa della meglio classificata. Sarà dichiarata vincente la squadra che raggiungerà per prima due vittorie: in caso di parità al termine dei tempi regolamentari di ciascuna gara verranno giocati due tempi supplementari di 5', al termine dei quali, in caso di ulteriore parità, si procederà con l'effettuazione dei tiri di rigore. Le gare di finale sono oggetto di diretta su Sky.

### Squadre qualificate
| 1 | Falconara | 5 | Tikitaka Francavilla |
| 2 | Pescara   | 6 | Real Statte          |
| 3 | Lazio     | 7 | Rovigo Orange        |
| 4 | Bitonto   | 8 | Bisceglie            |

### Tabellone
|  | Quarti di finale | Quarti di finale     | Quarti di finale | Quarti di finale |  |  | Semifinali | Semifinali           | Semifinali | Semifinali | Semifinali |   |   | Finale | Finale    | Finale | Finale | Finale |  |
|  |                  |                      |                  |                  |  |  |            |                      |            |            |            |   |   |        |           |        |        |        |  |
|  | 1                | Falconara            | 6                | 6                |  |  |            |                      |            |            |            |   |   |        |           |        |        |        |  |
|  | 8                | Bisceglie            | 1                | 1                |  |  | 1          | Falconara            | 7          | 4          | -          |   |   |        |           |        |        |        |  |
|  | 4                | Bitonto              | 4                | 5                |  |  | 5          | Tikitaka Francavilla | 1          | 2          | -          |   |   |        |           |        |        |        |  |
|  | 5                | Tikitaka Francavilla | 5                | 5                |  |  |            |                      |            |            |            |   |   |        | Falconara | 0      | 4      | 2      |  |
|  | 3                | Lazio                | 1                | 6                |  |  |            |                      | 2          | Pescara    | 5          | 3 | 0 |        |           |        |        |        |  |
|  | 6                | Real Statte          | 4                | 2                |  |  | 3          | Lazio                | 4          | 0          | 1          |   |   |        |           |        |        |        |  |
|  | 2                | Pescara              | 2                | 6                |  |  | 2          | Pescara              | 1          | 4          | 5          |   |   |        |           |        |        |        |  |
|  | 7                | Rovigo Orange        | 0                | 0                |  |  |            |                      |            |            |            |   |   |        |           |        |        |        |  |

### Risultati

#### Quarti di finale

##### Andata
| Arbitri: | Marco Moro (Latina) Alex Iannuzzi (Roma 1) Arrigo D'Alessandro (Policoro) |
| Crono:   | Paolo De Lorenzo (Brindisi)                                               |

|             |           |                                                                                 |
| Ion 21'22'’ | Marcatori | 15'38'’ (aut.) Ion 19'56'’ Silva 22'12'’ Dal'Maz 25'16'’, 32'17'’, 33'26'’ Fifó |

| Arbitri: | Antonio Marino (Agropoli) Salvatore Minichini (Ercolano) Dario Pezzuto (Lecce) |
| Crono:   | Nicola Acquafredda (Molfetta)                                                  |

|                                                           |           |                |
| Mansueto 15'30'’, 20'10'’ Belam 30'29'’ Renatinha 32'30'’ | Marcatori | 21'27'’ Grieco |

| Arbitri: | Daniel Borgo (Schio) Fabiano Maragno (Bologna) Fabio Maria Malandra (Avezzano) |
| Crono:   | Lorenzo Di Guilmi (Vasto)                                                      |

|                                                               |           |                                                                 |
| Tampa 9'30'’, 25'18'’, 29'48'’ Bettioli 22'31'’ Vanin 24'12'’ | Marcatori | 0'52'’ Taina 13'36'’ Cenedese 17'30'’ Luciléia 39'13'’ Pernazza |

| Arbitri: | Andrea Saggese (Rovereto) Carmine Genoni (Busto Arsizio) Elena Lunardi (Padova) |
| Crono:   | Michele Ronca (Rovigo)                                                          |

|  |           |                                 |
|  | Marcatori | 3'30'’ Sestari 26'49'’ Guidotti |

##### Ritorno
| Arbitri: | Luigi Alessi (Taurianova) Luca Petrillo (Catanzaro) Gennaro Cefalà (Lamezia Terme) |
| Crono:   | Vincenzo Sgueglia (Civitavecchia)                                                  |

|                                                                                     |           |                            |
| Siclari 0'41'’, 25'38'’ (rig.) Grieco 5'56'’ Beita 9'59'’, 30'58'’ Pinheiro 20'59'’ | Marcatori | 21'55'’, 25'13'’ Renatinha |

| Arbitri: | Simone Micciulla (Roma 2) Simone Pisani (Aprilia) Alessandro Ribaudo (Roma 2) |
| Crono:   | Marco Moro (Latina)                                                           |

|                                                                                         |           |                                                              |
| Luciléia 15'17'’ Bettioli 19'40'’ (aut.) Taina 22'59'’ (rig.), 29'57'’ Pernazza 32'55'’ | Marcatori | 1'20'’, 19'51'’ Vanin 2'54'’, 25'04'’ Tampa 21'11'’ Verzulli |

| Arbitri: | Giulio Colombin (Bassano del Grappa) Elena Lunardi (Padova) Fabio Pozzobon (Treviso) |
| Crono:   | Martina Piccolo (Padova)                                                             |

|                                                                                       |           |                 |
| Marta 4'15'’, 13'30'’ Dal'Maz 5'36'’ Luciani 7'11'’ Silva 10'40'’ Isa Pereira 24'00'’ | Marcatori | 26'00'’ Elpidio |

| Arbitri: | Fabiano Maragno (Bologna) Davide Plutino (Reggio Emilia) Dario Di Nicola (Pescara) |
| Crono:   | Lorenzo Di Guilmi (Vasto)                                                          |

|                                                                                       |           |  |
| Guidotti 9'14'’ Xhaxho 11'12'’ Rozo 23'20'’ Belli 25'15'’, 30'54'’ Soldevilla 37'46'’ | Marcatori |  |

#### Semifinali

##### Gara 1
| Arbitri: | Simone Zanfino (Agropoli) Vincenzo Cannistrà (Catanzaro) Alex Iannuzzi (Roma 1) |
| Crono:   | Massimo Tariciotti (Ciampino)                                                   |

|                                                                |           |                      |
| Belli 8'40'’ (aut.) Neka 15'30'’ Siclari 17'35'’ Beita 39'43'’ | Marcatori | 35'35'’ (rig.) Belli |

| Arbitri: | Michele Ronca (Rovigo) Fabio Pozzobon (Treviso) Andrea Saggese (Rovereto) |
| Crono:   | Elena Lunardi (Padova)                                                    |

|              |           |                                                                                           |
| Vanin 5'51'’ | Marcatori | 7'44'’ Silva 11'07'’, 18'55'’, 38'00'’ Dal'Maz 19'54'’, 36'30'’ Isa Pereira 34'30'’ Marta |

##### Gara 2
| Arbitri: | Antonio Marino (Agropoli) Vincenzo Sgueglia (Civitavecchia) Lorenzo Di Guilmi (Vasto) |
| Crono:   | Dario Di Nicola (Pescara)                                                             |

|                                                        |           |  |
| Belli 14'33'’, 34'31'’ Guidotti 30'41'’ Ortega 39'05'’ | Marcatori |  |

| Arbitri: | Daniele Intoppa (Roma 2) Davide De Ninno (Varese) Marco Moro (Latina) |
| Crono:   | Massimo Tariciotti (Ciampino)                                         |

|                                                    |           |                             |
| Dibiase 3'00'’ Fifó 10'00'’ Silva 16'16'’, 28'13'’ | Marcatori | 2'30'’ Vanin 15'00'’ Sgravo |

##### Gara 3
| Arbitri: | Dario Pezzuto (Lecce) Nicola Acquafredda (Molfetta) Giovanni Losacco (Bari) |
| Crono:   | Fabio Maria Malandra (Avezzano)                                             |

|                                                                  |           |                 |
| Belli 5'19'’, 18'37'’ Rozo 29'46'’ Xhaxho 30'54'’ Ortega 33'11'’ | Marcatori | 10'38'’ Siclari |

#### Finale

##### Gara 1
| Arbitri: | Salvatore Minichini (Ercolano) Giovanni Beneduce (Nola) Carmine Genoni (Busto Arsizio) |
| Crono:   | Daniele Biondo (Varese)                                                                |

|                                                                 |           |  |
| Belli 5'02'’, 26'05'’ Boutimah 10'24'’, 20'12'’ Coppari 31'40'’ | Marcatori |  |

##### Gara 2
| Arbitri: | Arrigo D'Alessandro (Policoro) Simone Pisani (Aprilia) Simone Micciulla (Roma 2) |
| Crono:   | Massimo Tariciotti (Ciampino)                                                    |

|                                                 |           |                                         |
| Marta 12'16'’, 19'18'’, 22'39'’ Dal'Maz 39'38'’ | Marcatori | 26'11'’, 31'59'’ Belli 30'29'’ Boutimah |

##### Gara 3
| Arbitri: | Nicola Maria Manzione (Salerno) Dario Pezzuto (Lecce) Daniel Borgo (Schio) |
| Crono:   | Fabiano Maragno (Bologna)                                                  |

|                                      |           |  |
| Coppari 11'26'’ (aut.) Marta 39'45'’ | Marcatori |  |

### Classifica marcatori play-off
| Gol |  |  | Giocatore                  | Squadra              |
| --- |  |  | -------------------------- | -------------------- |
| 11  |  |  | Federica Belli             | Pescara              |
| 7   |  |  | Marta Penalver Ramon       | Falconara            |
| 6   |  |  | Rafaela Dal'Maz            | Falconara            |
| 5   |  |  | Tampa                      | Tikitaka Francavilla |
| 5   |  |  | Debora Vanin               | Tikitaka Francavilla |
| 5   |  |  | Janice Silva               | Falconara            |
| 4   |  |  | Fifó                       | Falconara            |
| 4   |  |  | Valentina Siclari          | Lazio                |
| 3   |  |  | Renatinha                  | Real Statte          |
| 3   |  |  | Taina Dos Santos           | Bitonto              |
| 3   |  |  | Beita Fernandez De La Vega | Lazio                |
| 3   |  |  | Isabel De Outerio Pereira  | Falconara            |
| 3   |  |  | Alessia Guidotti           | Pescara              |
| 3   |  |  | Sara Boutimah              | Pescara              |
| 2   |  |  | Nicoletta Mansueto         | Real Statte          |
| 2   |  |  | Alessia Grieco             | Lazio                |
| 2   |  |  | Luciléia                   | Bitonto              |
| 2   |  |  | Chiara Pernazza            | Bitonto              |
| 2   |  |  | Nathalia Rozo              | Pescara              |
| 2   |  |  | Aida Xhaxho                | Pescara              |
| 2   |  |  | Eva Maria Ortega           | Pescara              |

| Gol |  |  | Giocatore                | Squadra              |
| --- |  |  | ------------------------ | -------------------- |
| 1   |  |  | Roxana Elena Ion         | Bisceglie            |
| 1   |  |  | Marina Belam             | Real Statte          |
| 1   |  |  | Brenda de Souza Bettioli | Tikitaka Francavilla |
| 1   |  |  | Carolina Cenedese        | Bitonto              |
| 1   |  |  | Ana Carolina Sestari     | Pescara              |
| 1   |  |  | Catarina Pinheiro        | Lazio                |
| 1   |  |  | Giorgia Verzulli         | Tikitaka Francavilla |
| 1   |  |  | Sofia Luciani            | Falconara            |
| 1   |  |  | Aline Elpidio            | Bisceglie            |
| 1   |  |  | Ana Soldevilla           | Pescara              |
| 1   |  |  | Neka                     | Lazio                |
| 1   |  |  | Angelica Dibiase         | Falconara            |
| 1   |  |  | Martina Sgravo           | Tikitaka Francavilla |
| 1   |  |  | Ludovica Coppari         | Pescara              |

## Play-out

### Formula
Le squadre che hanno il campionato alla terzultima e alla penultima posizione si sarebbero dovute affrontare in un doppio spareggio (andata e ritorno, la prima partita giocata in casa della peggio classificata) per determinare la seconda squadra a retrocedere in Serie A2. Al termine degli incontri sarebbe stata dichiarata vincente la squadra che nelle due partite (di andata e di ritorno) avrebbe ottenuto il maggior punteggio. Nel caso di parità gli arbitri della gara di ritorno avrebbero fatto disputare due tempi supplementari di 5 minuti ciascuno. Qualora anche al termine di questi le squadre fossero state ancora in parità sarebbe stata considerata vincente la squadra in migliore posizione di classifica al termine della stagione regolare. Nonostante ciò il play-out non si è disputato, visto che tra le due squadre era presente un distacco in classifica maggiore a 8 punti, comportando la retrocessione della penultima classificata, ovvero l'Athena Sassari.

### Risultati

#### Andata
| 1º maggio 2022, ore 20:00 | penultima classificata | – | terzultima classificata |  |

#### Ritorno
| 8 maggio 2022, ore 20:00 | terzultima classificata | – | penultima classificata |  |

## Supercoppa italiana
La 16ª edizione della Supercoppa è stata contesa tra Pescara, vincitrice del campionato, e Falconara, vincitrice della coppa Italia. La gara si è tenuta il 22 dicembre 2021 presso il Palasport Badiali di Falconara Marittima, preceduta dalla Supercoppa Under-19 femminile disputata tra FB5 Roma e Accademia Calcio Bergamo.
| Arbitri: | Alessandra Carradori (Roma 1) Elena Lunardi (Padova) Chiara Perona (Biella) |
| Crono:   | Martina Piccolo (Padova)                                                    |

| |            | |
| Ortega 9'54'’ | Marcatori  | 16'23'’, 23'40'’ Marta 39'40'’ Isa Pereira |
| · Ana Carolina Sestari · Eva Maria Ortega · Ersilia D'Incecco · Ludovica Coppari · Amparo López Jiménez · Ana Soldevilla · Federica Belli · Alessia Guidotti · Aida Xhaxho · Sara Boutimah · Nathalia Rozo · Laura Esposito | Formazioni | Angelica Dibiase Tatiane Debiasi Croceta Sofia Luciani Marta Penalver Ramon Rafaela Dal'Maz Peroni Silvia Praticò Alice Sabbatini Janice Silva Fifó Isabel De Outerio Pereira Anthea Polloni |
| Eduardo Morgado | Allenatori | Massimiliano Neri |